# Teenage Father
Teenage Father ist ein US-amerikanischer Kurzfilm von 1978 von Taylor Hackford, der auch das Drehbuch schrieb und den bei den 51. Academy Awards 1979 mit einem Oscar ausgezeichneten Film produzierte.

## Inhalt
Ein Highschool-Absolvent hat erstmals eine Freundin, mit der es auch zum Geschlechtsverkehr kommt. Auch für das junge Mädchen ist es ihre erste sexuelle Erfahrung. Als sie unbeabsichtigt schwanger wird, beschließen die beiden jungen Leute, das Baby nach der Geburt zur Adoption freizugeben. Als das Kind geboren wird, gestalten sich die Dinge jedoch sehr viel schwieriger als beide sich das vorstellten.

## Produktion und Hintergrund
Es handelt sich um eine Produktion von New Visions Inc. Taylor Hackford äußerte später, dass der Oscar, den er für diesen Film bekommen habe, entscheidenden Einfluss auf seine Karriere genommen habe.
Der Kurzfilm wurde 1980 erstmals in den USA im Fernsehen ausgestrahlt. Im Film gibt es eine längere Szene, in der der junge Mann und seine Freunde ziemlich offen über Sex sprechen und das in einer anschaulichen Art. In den 1980er-Jahren wurde ein so offener Umgang mit Jugendsprache als unpassend empfunden, worüber es zu einer Kontroverse kam.

## Auszeichnungen
- Oscarverleihung 1979: Oscar in der Kategorie „Bester Kurzfilm“ für Taylor Hackford und seinen Film
- Cine Competition 1979: Cine Golden Eagle an Taylor Hackford und seinen Film